# Pallavolo Reima Crema
La Reima Crema è la squadra di pallavolo maschile di Crema.

## Storia
La Pallavolo Reima Crema nacque il 26 dicembre 1973 a Ripalta Cremasca, comune poco distante da Crema; fondatore fu Angelo Galli, primo presidente Giuseppe Piloni.
Il nome Reima deriva dal soprannome dialettale degli abitanti di Ripalta Cremasca detti appunto "marei"; Reima non è altro che l'anagramma. Nel 1974 partecipò al primo campionato federale, sia nella divisione maschile che in quella femminile. Il primo risultato importante fu la promozione in Serie D del 1987, ottenuta con entrambe le formazioni; l'anno seguente la società decise di proseguire con la sola divisione maschile.
Nel 1990 la Reima passò in Serie C2 e tre anni dopo in B1. Nel 1995 conquistò la Serie A2, per la prima volta. Nel 2004-05 gareggiò nei play-off per la promozione in Serie A1, venendo sconfitta al primo turno da Bolzano.
Il 23 maggio 2006, vincendo per 3-2 la decisiva gara contro Gioia del Colle, la Reima di Luca Monti e Roberto Cazzaniga conquistò la promozione in massima serie. Ceduto il diritto sportivo alla M. Roma Volley, la squadra si reiscrisse in A2 per la stagione 2006-07 e per altre tre stagioni, per poi rinunciare alla partecipazione nel 2010. La Reima Crema ha partecipato al campionato di Serie B2, girone B, dove il 5 maggio 2012, battendo Bedizzole all'ultima giornata ha conquistato la promozione in Serie B1.
Nella stagione 2012-2013 la formazione cremasca ha chiuso al terzultimo posto il campionato, retrocedendo in Serie B2.
Nella stagione 2013-2014 la formazione cremasca abbandona i campionati nazionali, rinunciando alla B2 e concentrandosi solamente sul settore giovanile.